# Disco unidad

Un disco unidad abierto en el plano euclídeo.

En matemáticas, el disco abierto unidad (o disco) alrededor de P (donde P es un punto del plano euclídeo), es el conjunto de puntos cuyas distancias desde P son menores que 1:

{\displaystyle D_{1}(P)=\{Q:\vert P-Q\vert <1\}.\,}

El disco cerrado unidad alrededor de P es el conjunto de puntos cuya distancia a un punto fijo es menor o igual que:

{\displaystyle {\bar {D}}_{1}(P)=\{Q:|P-Q|\leq 1\}.\,}

Los discos unidad son casos especiales de bolas abiertas.
Sin mayores especificaciones, el término disco unidad se usa para referirse al disco abierto unidad alrededor del origen, es decir, {\displaystyle D_{1}(0)}, con respeto a la métrica euclídea. Es el interior topológico de un círculo unitario de radio igual a 1, centrado en el origen. Este conjunto puede identificarse con todos los números complejos cuyo valor absoluto es menor o igual que uno. Cuando se representa como subconjunto del plano coplejo  (C), el disco unidad frecuentemente se designa simplemente como {\displaystyle \mathbb {D} }.

## El disco unidad abierto, el plano y el semiplano superior
La función

{\displaystyle f(z)={\frac {z}{1-|z|^{2}}}}

es un ejemplo de función analítica real y biyectiva desde el disco unidad abierto al plano euclídeo, su inversa es también una función analítica. Considerado como una variedad analítica real bidimensional, el disco unidad abierto es por tanto isomorfo al plano completo. En particular el disco unidad abierto es homeomorfo al plano completo.
Sin embargo, no existe ninguna aplicación conforme biyectiva entre el disco unidad y el plano. Considerado como superficie de Riemann, el disco unidad es por tanto diferente del plano complejo.
Existe aplicaciones conformes biyectivas entre el disco abierto unidad y el semiplano superior y por tanto considerados ambos como superficies de Riemann, son isomorfos (de hecho "biholomorfos" o "conformemente equivalentes"). Mucho más en general, el teorema de Riemann sobre aplicaciones afirma que todo conjunto abierto y simplemente conexo del plano complejo que sea diferente del todo el plano complejo admite una aplicación conforme biyectiva con el disco unidad abierto. Una aplicación conforme biyectiva entre el disco unidad y el semiplano superior es la transformación de Möbius:

{\displaystyle g(z)=i{\frac {1+z}{1-z}}}

que es la inversa de la transformación de Cayley.